# Abdulla Özkan

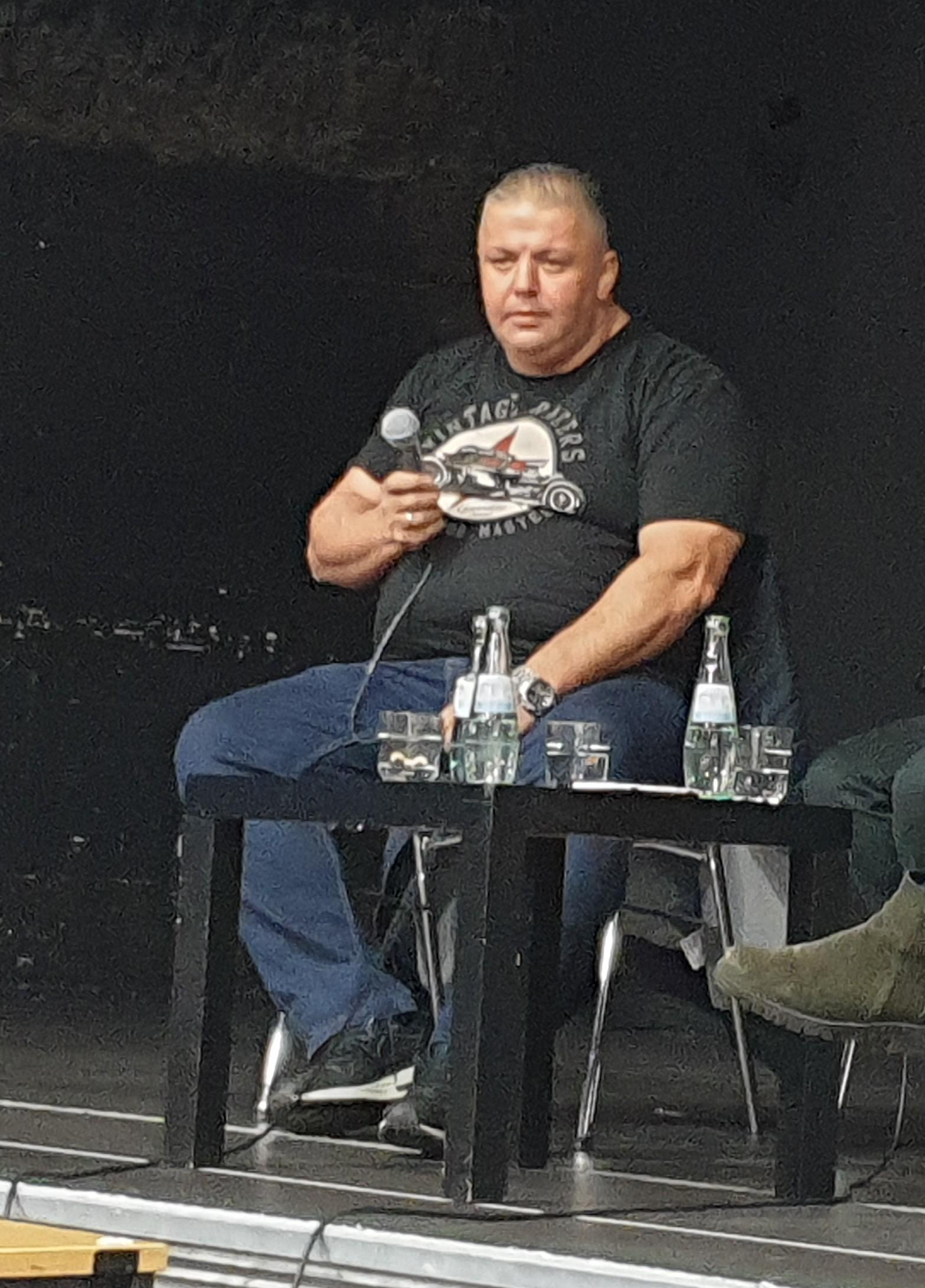
Abdulla Özkan

Abdulla Özkan (geboren am 13. Juni 1974 in Köln, Deutschland) ist ein Betroffener des Nagelbombenanschlags in Köln am 9. Juni 2004 in der Keupstraße. Er ist Protagonist des Dokumentarfilmes Der Kuaför aus der Keupstraße aus dem Jahre 2015.

## Leben
Abdulla Özkan ist Elektrotechniker, verheiratet und Vater von drei Kindern. Nach der Selbstenttarnung der NSU möchte Abdulla Özkan vor allem die Perspektiven und Stimmen der Betroffenen und Angehörigen rassistischer und rechtsextremer Gewalt sichtbar und hörbar machen. Er tritt öffentlich bei verschiedenen Veranstaltungen auf und spricht über die Tat, was und wie mit ihm, seinen Familienangehörigen und den Betroffenen der Kölner Keupstraße umgegangen wurde. Auf der Videoplattform TikTok spricht er über die Folgen und Auswirkungen des Ereignisses, mit denen er auch heute noch täglich zu kämpfen hat.

## Nagelbombenanschlag und Folgen
Als am 9. Juni 2004 die Nagelbombe vor dem Friseursalon detonierte, stand Abdulla Özkan an der Eingangstür des Friseursalons. Er hatte sich gerade die Haare schneiden lassen. In einem Interview für die rassismuskritischen schulischen und außerschulischen Bildungsmaterialien zum Solinger Brandanschlag mit Birgül Demirtas erzählte Abdulla Özkan, dass er für die Ermittler von Anfang an als Täter feststand. Die Druckwelle schleuderte ihn wieder in den Friseurladen zurück; es war laut, Menschen schrien um Hilfe. Dann gab es Nach-Explosionen, er dachte zunächst an eine Gasexplosion im Laden. Er bemerkte Menschen, die an verschiedenen Körperstellen bluteten, fasste sich an den Hals und zog einen Nagel heraus. Menschen aus der Keupstraße kamen schnell zu Hilfe. Im Krankenhaus wurden Abdulla Özkan und sein Freund Atilla Özer erstversorgt. Nach der Behandlung im Krankenhaus machte sich Özkan wieder auf den Weg in die Keupstraße, um anderen Betroffenen zu helfen. Als er dort ankam, wurden er und die anderen Anschlagsopfer zum Verhör ins Polizeipräsidium gebracht. Özkan und Atilla Özer wurden aufgefordert, sich auszuziehen, damit DNA-Spuren von der Kleidung entnommen werden können. Auch eine Speichelprobe wurde genommen, um an die DNA zu gelangen. Özkan steckte das Dokument, dass ihm Proben entnommen wurden, ein, die im Prozess später als Beweis dienten. Ermittler leugneten, dass sie Proben entnommen hatten. Özkan bezeichnete den Umgang der Medien, der Ermittlungen, der Gesellschaft und der Politik als einen „zweiten Anschlag“. Die Betroffenen des Anschlags und auch Özkan wurden beschuldigt, in kriminelle Milieus, Drogen, Schutzgeld und Mafia verwickelt zu sein. Özkan erwähnte in diesem Interview, dass alle zu Tätern gemacht wurden. Bis zur Selbstenttarnung der NSU wurden Özkan und andere Betroffene öffentlich diffamiert und beschuldigt. Seine Kinder hätten durch die öffentlichen Beschuldigungen gelitten. Andere Kinder und Jugendliche distanzierten sich von Özkans Kindern, weil sie den öffentlichen Diskursen glauben schenkten.